# Германн ауф дер Гайде
Германн ауф дер Гайде (нім. Hermann auf der Heide, 1 червня 1911 — 17 жовтня 1984) — німецький хокеїст на траві.
Срібний призер Олімпійських Ігор 1936 року.